# Miss Havisham
Miss Havisham es un personaje de la novela Grandes esperanzas, de Charles Dickens (1861). Es una rica solterona que fue abandonada ante el altar e insiste en llevar su vestido de boda durante el resto de su vida. Vive en una mansión arruinada con su hija adoptiva, Estella. Según el texto de Dickens, su aspecto es el de «la bruja del lugar».
Aunque en numerosas películas se la ha retratado como anciana, las notas de Dickens la sitúan en la cincuentena, si bien en la novela se menciona que su larga vida oculta de la luz solar la ha envejecido.

## Historia del personaje
El padre de miss Havisham era un rico cervecero y su madre murió poco después de su nacimiento. El padre volvió a casarse y tuvo un hijo, Arthur, con la cocinera de la casa. Aunque crecieron juntos, la relación de miss Havisham con su medio hermano estaba lejos de ser armoniosa.
Miss Havisham heredó la fortuna de su padre, y se prendó de un hombre llamado Compeyson, que conspiró con el envidioso Arthur para despojarle de sus riquezas. Su primo, Matthew Pocket, le advirtió que tuviera cuidado, pero ella estaba demasiado enamorada para escucharle.

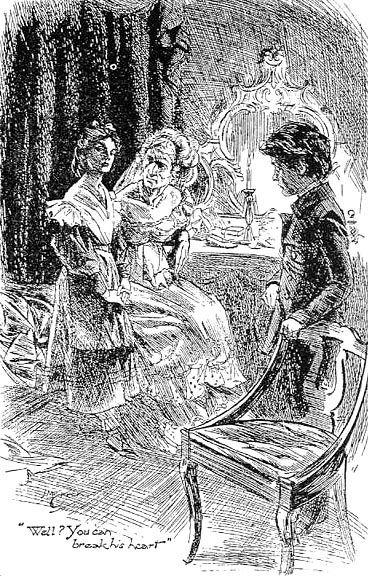
Miss Havisham con Estella y Pip, ilustración de H. M. Brock

El día de la boda, mientras se está vistiendo, Miss Havisham recibe una carta de Compeyson en la que le dice que la abandona. Humillada y con el corazón roto, miss Havisham sufre una crisis nerviosa, y a partir de ese momento vive sola en su ruinosa mansión, Satis House, sin quitarse nunca su vestido de novia, llevando un solo zapato, manteniendo el almuerzo y la tarta nupcial sobre la mesa y ocultándose de todos, excepto de un reducido número de personas. Incluso los relojes de la casa están parados a las nueve menos veinte, la hora exacta en la que recibió la carta de Compeyson.
Años después, miss Havisham pide a su abogado que le busque una niña para adoptarla.

Hacía ya mucho tiempo que yo estaba encerrada en estas habitaciones ─contestó en voz baja y precavida─. No sé cuánto tiempo hacía, porque, como sabes, los relojes están parados. Entonces le dije que necesitaba una niña para educarla y amarla y para evitarle mi triste suerte. Le vi por vez primera cuando le mandé llamar a fin de que me preparase esta casa y la dejara desocupada para mí, pues leí su nombre en los periódicos antes de que el mundo y yo nos hubiésemos separado. Él me dijo que buscaría una niña huérfana; y una noche la trajo aquí dormida y yo la llamé Estella.

### Protección y venganza
Aunque el objetivo inicial de miss Havisham es evitar que Estella sufra como ella a manos de un hombre, va cambiando conforme Estella va creciendo.

Créame: cuando llegó, mi intención era evitarle tristezas como la mía. Al principio no queria nada más. Pero cuando fue creciendo, y apuntó su prometedora belleza, gradualmente me fui envileciendo, y con mis elogios, y con mis enseñanzas, y con esa figura mía siempre ante ella como una advertencia para reforzar mis lecciones, le robé el corazón y puse un pedazo de hielo en su lugar.

Cuando Estella todavía es una niña, miss Havisham comienza a elegir chicos que puedan convertirse en un campo de experimentación para que Estella aprenda a romper corazones de hombres como venganza indirecta por el dolor de miss Havisham. Pip, el narrador de la historia, se convierte en su víctima: mis Havisham cubre de joyas a Estella para acentuar su belleza y poner de relieve el gran abismo social que existe entre ella y Pip. Cuando Estella, ya convertida en una jovencita, marcha a Francia para recibir educación, miss Havisham le pregunta ansiosamente a Pip, «¿Sientes que la has perdido?».

### Arrepentimiento y muerte

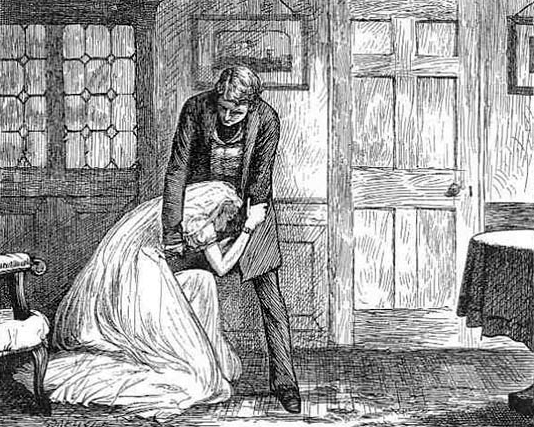
Miss Havisham pide a Pip que le perdone (F. A. Fraser)

En cierto punto de la novela, miss Havisham se arrepiente cuando Estella se va para casarse con el rival de Pip, Bentley Drummle, y se da cuenta de que ha causado que a Pip se le rompa el corazón de la misma forma que se le rompió a ella. En lugar de conseguir algún tipo de venganza personal, solo ha causado más dolor. Mis Havisham pide el perdón de Pip.

Hasta que hablé con Estella el otro día, y hasta que te ví en un espejo que me mostró lo que yo misma senti una vez, no supe lo que había hecho. ¡Qué he hecho! ¡Qué he hecho!

Después de que Pip se marche, el vestido de miss Havisham se prende fuego en la chimenea. Pip vuelve a entrar corriendo y la salva, aunque sufre grandes quemaduras en su torso. En su delirio, las últimas palabras que dice en la novela se refieren a una nota que ella misma había entregado a Pip: «Toma la pluma y escribe bajo mi nombre: 'la perdono'».
Un médico cura sus heridas, que según él, no son fatales, pero a pesar de recuperarse durante un tiempo, miss Havisham muere unas semanas después del accidente, dejando su fortuna a Estella.

## Supuestos modelos
Se dice que la australiana Eliza Emily Donnithorne (1826–1886) fue abandonada por su novio el día de su boda, y pasó el resto de su vida en una casa en penumbra, con el pastel de bodas pudriéndose en la mesa, y la puerta principal permanentemente entornada por si su prometido decidía volver. En la época de Dickens se consideró que era el modelo en que se había inspirado el escritor para crear el personaje de miss Havisham, aunque este extremo no ha podido comprobarse.
En la edición de Penguin de 1965, Angus Calder afirma en las notas al capítulo 8 que James Payn, un novelista menor, aseguraba haber dado a Dickens la idea de miss Havisham al hablarle de una conocida. No obstante, está documentado que Dickens conoció a una rica solitaria llamada Elizabeth Parker, en la que se cree que basó el personaje mientras se encontraba en Newport, en una casa llamada Havisham Court.

## En cine y televisión
En las adaptaciones al cine de Grandes esperanzas, el personaje de miss Havisham ha sido interpretado por numerosas actrices distinguidas:
- Florence Reed (1934)

- Martita Hunt (1946)

- Margaret Leighton (1974)

- Joan Hickson (1981)

- Jean Simmons (1989), que había interpretado el papel de Estella en la versión de 1946.

- Anne Bancroft (1998). Esta versión situó la historia en el siglo XX y cambió los nombres de varios personajes.

- Charlotte Rampling (1999)

- Gillian Anderson (2011), en una miniserie televisiva de tres capítulos.[5][6][7]

- Helena Bonham Carter (2012). En esta versión se menciona que lleva el nombre de «Eleanor», pero nadie lo utiliza para dirigise a ella.

- Tuppence Middleton (2015) en la serie Dickensian, en la que por primera vez se le da el nombre de Amelia al personaje.

- Tabu (2016) en la película Fitoor, una versión en hindi de la novela de Dickens, en la que el personaje de miss Havisham se llama Begum Hazrat.

## Personajes inspirados en miss Havisham
Las películas Sunset Boulevard y What Ever Happened to Baby Jane? se inspiraron en la adaptación que hizo David Lean de Grandes esperanzas en 1946, y los personajes de Norma Desmond y Baby Jane Hudson, se basan en miss Havisham.

## En la ciencia
Los científicos han descrito el efecto miss Havisham para referirse a una persona que sufre una dolorosa nostalgia de un amor perdido, que puede convertirse en un placer físicamente adictivo por la activación de los centros cerebrales del placer y la recompensa. Estos centros regulan el comportamiento adictivo, y son responsables del deseo intenso, y de las adicciones a las drogas, el alcohol y el juego.